# UFJ日立システムズ
株式会社UFJ日立システムズ（通称：UHS）は、東京都中央区に本社を置き、主として三菱UFJ銀行を対象としたシステムの開発・保守などを行う企業。2002年10月にUFJ銀行（現三菱UFJ銀行）の子会社である三和システム開発に対して日立製作所が出資したことにより、三菱東京UFJ銀行（現・三菱UFJ銀行）及び日立製作所を株主となった。
2009年三菱東京UFJ銀行（現・三菱UFJ銀行）が日立製作所から自己株式取得を行い、同年7月1日付でUFJ日立システムズ、東京三菱インフォメーションテクノロジー、UFJISの三社が合併し三菱UFJインフォメーションテクノロジー株式会社となった。新会社はMUFGの100%子会社とはならず、資本構成は三菱UFJ銀行が85%、MUFGが15%の株式をそれぞれ保有する。

## 事業所
- 事業所所在地 - 東京、千葉、名古屋、大阪